# Валлефолья
Валлефолья (італ. Vallefoglia) — муніципалітет в Італії, у регіоні Марке,  провінція Пезаро і Урбіно. Муніципалітет утворено 1 січня 2014 року шляхом об'єднання муніципалітетів Кольбордоло та Сант'Анджело-ін-Ліццола.
Валлефолья розташоване на відстані близько 220 км на північ від Рима, 70 км на захід від Анкони, 18 км на південний захід від Пезаро, 14 км на північний схід від Урбіно.
Населення — 14 959 осіб (2015).

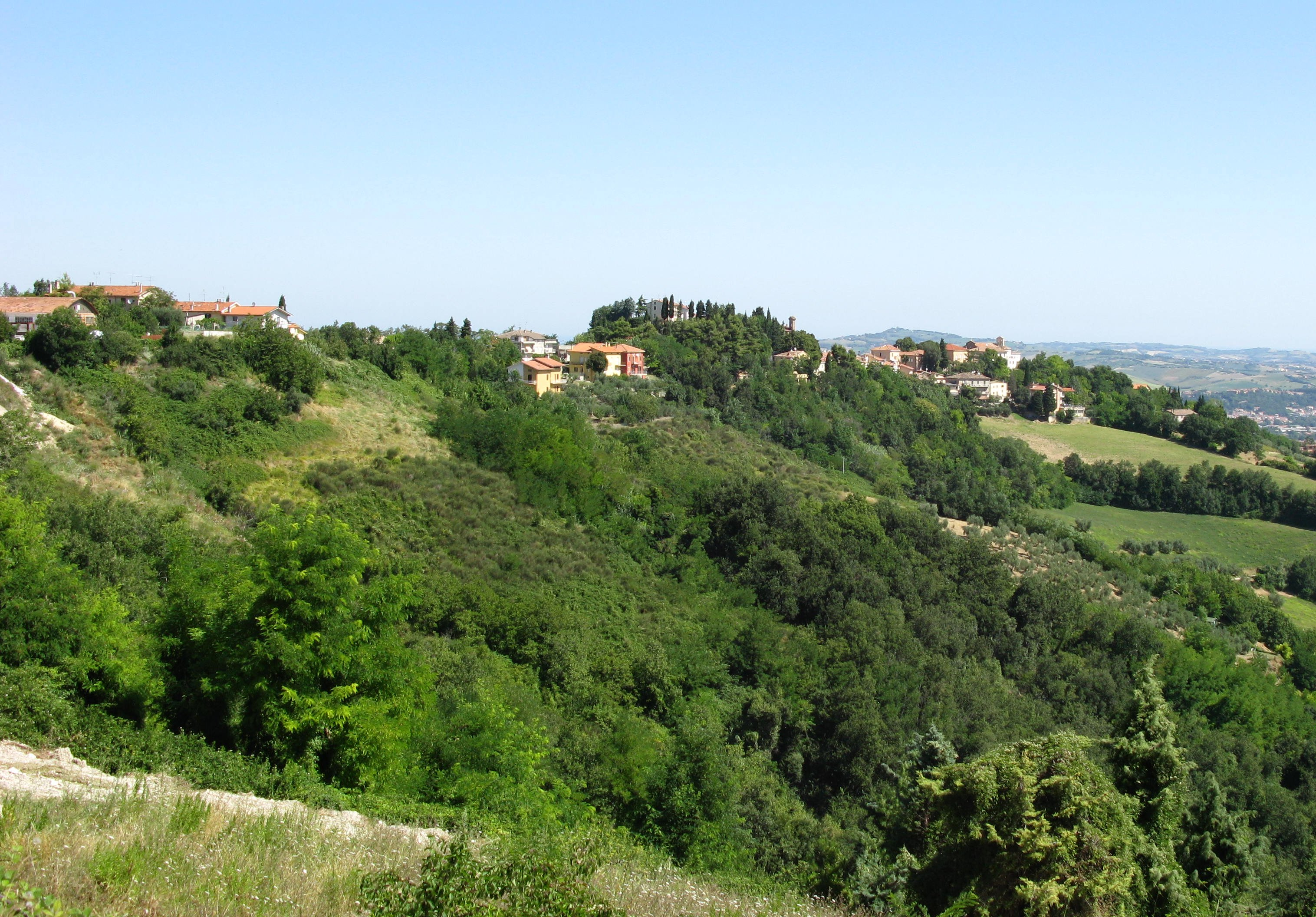
Colbordolo

Щорічний фестиваль відбувається 24 червня. Покровитель — святий Іван Хреститель.

## Демографія
Населення за роками:

Станом на 1 січня 2023 року в муніципалітеті офіційно проживало 1377 іноземців з 58 країн, серед них 271 громадянин країн Євросоюзу та 46 громадян України.

## Сусідні муніципалітети
- Монтекальво-ін-Фолья
- Монтелаббате
- Петріано
- Тавуллія
- Урбіно
- Монтечиккардо
- Монтегридольфо
- Пезаро